# Zły świat
Zły świat – druga kaseta zespołu Maxel wydana w 1994 roku przez firmę Blue Star.

## Lista utworów
Strona A
1. Moja dziewczyna
2. Lubię noce
3. Szybka jak wiatr
4. Dama w czerni
5. Serca dwa
6. Spodnie w pasy

Strona B
1. Tańcz z Maxelem
2. Stary zegar
3. Zły świat
4. Maria
5. Wróć, wołam Cię
6. Szalej, szalej

## Skład zespołu
- Marek Zientarski – wokal
- Robert Anulewicz – instrumenty klawiszowe
- Bogdan Kukier – instrumenty klawiszowe, aranżacje
- Tomasz Mużyło – manager produkcji
- Mirosław Suszycki – manager zespołu

## Dodatkowe informacje
- Projekt okładki: Krzysztof Walczak
- Nagrań dokonano w studio Wojciecha Żmudy w Reglu k. Ełku